# Campeonato Nacional de Portugal de Estrada

## Edições do Campeonato de Portugal de Estrada (Masculino e Feminino)[1][2]
O Campeonato Nacional de Portugal de Estrada é uma das principais competicões do atletismo português. Criada em 1989, é organizada pela Federação Portuguesa de Atletismo.
| Época   | Masculino        | Feminino        |
| Época   | Clube campeão    | Clube campeão   |
| ------- | ---------------- | --------------- |
| 1989/90 | Sporting CP      | SL Benfica      |
| 1990/91 | SL Benfica       | SC Braga        |
| 1995/96 | Terbel           | Maratona        |
| 1996/97 | Terbel (2)       | SC Braga (2)    |
| 1997/98 | Conforlimpa      | Pasteleira      |
| 1998/99 | Conforlimpa (2)  | SC Braga (3)    |
| 1999/00 | Maratona         | SC Braga (4)    |
| 2000/01 | Conforlimpa (3)  | SC Braga (5)    |
| 2001/02 | Maratona (2)     | Maratona (2)    |
| 2002/03 | Conforlimpa (4)  | Maratona (3)    |
| 2003/04 | Conforlimpa (5)  | Maratona (4)    |
| 2004/05 | Conforlimpa (6)  | Maratona (5)    |
| 2005/06 | Conforlimpa (7)  | Maratona (6)    |
| 2006/07 | Conforlimpa (8)  | Maratona (7)    |
| 2007/08 | Conforlimpa (9)  | Maratona (8)    |
| 2008/09 | Maratona (3)     | Maratona (9)    |
| 2009/10 | Conforlimpa (10) | Maratona (10)   |
| 2010/11 | Conforlimpa (11) | Maratona (11)   |
| 2011/12 | Maratona (4)     | Maratona (12)   |
| 2012/13 | SL Benfica (2)   | Maratona (13)   |
| 2013/14 | SL Benfica (3)   | SL Benfica (2)  |
| 2014/15 | SL Benfica (4)   | SL Benfica (3)  |
| 2015/16 | SL Benfica (5)   | SL Benfica (4)  |
| 2016/17 | SL Benfica (6)   | Sporting CP     |
| 2017/18 | Sporting CP (2)  | Sporting CP (2) |
| 2018/19 | Sporting CP (3)  | Sporting CP (3) |
| 2019/20 | SL Benfica (7)   | Sporting CP (4) |
| 2020/21 | Sporting CP (4)  | Sporting CP (5) |
| 2021/22 | Sporting CP (5)  | Sporting CP (6) |
| 2022/23 | Sporting CP (6)  | Sporting CP (7) |

## Palmarés

### Palmarés por clube (Masculino)
| Campeões nacionais de Estrada |             |         |
| Nº                            | Clube       | Títulos |
| 1º                            | Conforlimpa | 11      |
| 2º                            | SL Benfica  | 7       |
| 3º                            | Sporting CP | 6       |
| 4º                            | Maratona    | 4       |
| 5º                            | Terbel      | 2       |

### Palmarés por clube (Feminino)
| Campeões nacionais de Estrada |             |         |
| Nº                            | Clube       | Títulos |
| 1º                            | Maratona    | 13      |
| 2º                            | Sporting CP | 7       |
| 3º                            | SC Braga    | 5       |
| 4º                            | SL Benfica  | 4       |
| 5º                            | Pasteleira  | 1       |